# Tramwaje w Brasílii
Tramwaje w Brasílii − planowany system komunikacji tramwajowej w brazylijskim mieście Brasília.

## Projekt
Pierwsza linia tramwajowa w Brasílii o długości 8,7 km z 11 przystankami ma zostać poprowadzona od przystanku Asa Sul wzdłuż W3 Sul do 502 Norte. Docelowo pierwsza linia ma mieć 22,6 km długości i 24 przystanki. Linia ma zostać otwarta w 2014 i połączyć system metra z lotniskiem. Na odcinku 502 Sul − 502 Norte o długości 1,2 km ma zostać zastosowana trzecia szyna w systemie APS zamiast sieci napowietrznej. Linię ma wybudować konsorcjum Brastram. Do obsługi linii zamówiono 16 tramwajów Alstom Citadis.